# Адвокатовка
Адвока́товка (рос. Адвокатовка, башк. Адвокатовка) — присілок у складі Кармаскалинського району Башкортостану, Росія. Входить до складу Старобабичевської сільської ради.
Населення — 4 особи (2010; 9 в 2002).
Національний склад:
- башкири — 89 %